# رنگ مکمل

رنگ‌های مکمل در مدل رنگی آرجی‌بی

رنگ‌های مکمل جفت رنگ‌هایی هستند که در چرخهٔ رنگ روبروی هم قرار گرفته و متضاد هم هستند.
طبق فرضیه رنگ‌ها، دو رنگ زمانی مکمل یکدیگر شناخته می‌شوند که از ترکیب آنها، رنگی خنثی (مانند خاکستری، سفید یا سیاه) پدید آید.
در مدل رنگی آرجی‌بی، رنگ‌های اصلی و فرعی بدین صورت مکمل هم هستند:
- سرخ و آبی دریایی (سایان) :
- سبز و سرخابی (ماژنتا) یعنی از ترکیب این دو رنگ (ماژنتا و سبز) رنگی خنثی (مانند خاکستری، سفید یا سیاه) به‌دست می آید که در مورد این دو رنگ، بعد از ترکیب سبز و سرخابی(سرخابی=ماژنتا) رنگ به‌دست آمده سیاه است.
بسیاری از هنرمندان هنوز برای یافتن رنگ‌های مکمل از چرخهٔ قدیمی رنگ‌های گوته بهره می‌گیرند:
- قرمز و سبز
- آبی و نارنجی
- زرد و بنفش